# Кир'ян Надія Володимирівна
Наді́я Володи́мирівна Кир'я́н (у шлюбі Уютнова) — українська дитяча письменниця, поетеса, перекладачка, журналістка. Член Національної спілки письменників України (з 1990 року), член Національної спілки журналістів України (з 2000 року). Лауреатка літературної премії видавництва «Веселка» імені Олени Пчілки (1997).

## Біографія
Народилася 24 червня 1946 року в м. Іваново Російської Федерації. Навчалась у Київському університеті (1965—68), виключена за зберігання самвидаву (закінчила 1988 заочно), та в Інституті іноземних мов (1969). Закінчила Челябінський політехнічний інститут (1977). Працювала на різних будівельних роботах. Від 1989 до 2001 — у видавництві «Веселка» (Київ). Нині працює у культурологічному тижневику «Слово Просвіти» (Київ).

## Твори
- Збірки віршів:
  - «Рідне» (1987);
  - «Лелеки» (1991);
  - «Чому вусатий колосок?» (1991);
  - «Вечірня жінка і ранкова жінка» (2006);
  - «Дарунок татуся» (2007);
  - «Свято споминів» (2013);
  - «Неслухняна абетка» (2017);
  - «Чиста криниця» (2020);
  - «Від любові все цвіте» (2022);
  - «Фотосесія кота» (2024);
  - «Пригоди квітів» (2024).

- «Час героїв» (збірник інтерв'ю, 2020).

- Збірники дитячих пісень:
  - «Гойдалочка» (слова Надії Кир'ян, музика Тетяни Димань, 2016 та 2019 рр.);
  - «Пісні про друзів» (слова Надії Кирян, музика Миколи Ведмедері) (2024).

- Упорядниця:
  - «Під сузір'ям Пса» (1994);
  - «Ластовенятко» (1995);
  - «Українська абетка» (1996);
  - «Хрестоматія для дошкільнят» у 3 томах (2000, 2003, 2005);
  - «Казки, вірші, загадки, оповідання» (2001).

- Переклади:
  - Толстой О. Золотий ключик або Пригоди Буратіно. — К.: Школа, 2006, 2010;
  - Чуковський К. Лікар Айболить. К.: Школа, 2006;
  - Івасик-уставасик // збірник. — К.: Махаон-Україна, 2008;
  - Драгунський В. Велика книга оповідань. — К.: Махаон-Україна, 2009;
  - Улюблені вірші // збірник. — К.: Махаон-Україна, 2009;
  - Гераскіна Л. У Країні невивчених уроків. — К.: Махаон-Україна, 2009;
  - Циферов Г. Пряничне місто. — К.: Махаон-Україна, 2011;
  - Тихонов О. Казки лісу. — К.: Махаон-Україна, 2011.

Перекладачка творів С. Єсеніна, А. Ахматової.